# Birgit Harder
Birgit Harder (* 10. Mai 1958, verheiratete Birgit Lein) ist eine deutsche Badmintonspielerin.

## Karriere
Birgit Harder war in den 1980er Jahren Stammspielerin bei der HSG Lok HfV Dresden und gewann mit der ersten Mannschaft von HfV vier Silbermedaillen bei den DDR-Mannschaftsmeisterschaften. Nach ihrem Studium an der DHfK Leipzig veröffentlichte sie 1986 in der DDR eine der wenigen Monographien über Badminton.

## Sportliche Erfolge
| Saison    | Veranstaltung                        | Disziplin  | Platz | Name |
| --------- | ------------------------------------ | ---------- | ----- | --- |
| 1976/1977 | DDR-Studentenmeisterschaft 1976/1977 | WD         | 2     | Rena Scheithauer / Birgit Harder |
| 1976/1977 | DDR-Studentenmeisterschaft 1976/1977 | XD         | 1     | Volker Herbst / Birgit Harder |
| 1978/1979 | DDR-Studentenmeisterschaft 1978/1979 | WS         | 3     | Birgit Harder |
| 1978/1979 | DDR-Studentenmeisterschaft 1978/1979 | WD         | 2     | Rena Eckart / Birgit Harder |
| 1978/1979 | DDR-Studentenmeisterschaft 1978/1979 | XD         | 1     | Michael Franz / Birgit Harder |
| 1983/1984 | DDR-Mannschaftsmeisterschaft         | Mannschaft | 2     | Lok HfV Dresden (Andreas Benz, Steffen Körbitz, Hans Sossna, Joachim Völker, Claus Cassens, Dieter Krompaß, Sven Hauswald, Monika Cassens, Birgit Harder, Monika Geier) |
| 1985      | Dresdner Teller 1985                 | WD         | 1     | Monika Geier / Birgit Harder |
| 1986/1987 | DDR-Mannschaftsmeisterschaft         | Mannschaft | 2     | Lok HfV Dresden (Andreas Benz, Michael Huber, Joachim Völker, Claus Cassens, Steffen Körbitz, Monika Cassens, Birgit Harder)                                            |
| 1987/1988 | DDR-Mannschaftsmeisterschaft         | Mannschaft | 2     | Lok HfV Dresden (Andreas Benz, Monika Cassens, Joachim Völker, Michael Huber, Steffen Körbitz, Claus Cassens, Birgit Harder)                                            |
| 1988/1989 | DDR-Mannschaftsmeisterschaft         | Mannschaft | 2     | Lok HfV Dresden (Andreas Benz, Joachim Völker, Michael Huber, Steffen Körbitz, Lutz Jenke, Monika Cassens, Birgit Harder)                                               |